# Abdullah ibn Bochtischu

Abdullah ibn Bochtischu mit einem Schüler

Abdullah ibn Bochtischu (* im 10. Jahrhundert; † 1058) war ein Arzt, der im 10. und 11. Jahrhundert in Syrien lebte.

## Leben
Abdullah ibn Bochtischu, voll ausgeschrieben Abū Saʿīd ʿUbaid Allāh ibn Bachtyaschū (oder auch Buchtischu, Buchtyaschu und Bakhtshooa), wurde uralt und soll von 940 bis 1058 gelebt haben. Er war ein Abkömmling von Bakhtshooa Gondishapoori und sprach Syrisch. Er war der letzte aus der Familie Bochtischu, einer Arztfamilie christlichen Glaubens (Nestorianer), die im Jahr 765 von Gundischapur nach Bagdad ausgewandert war. Sein literarisches Hauptwerk Leitfaden für den Zuhausebleibenden ist eine Abhandlung über in der Medizin verwendete philosophische Begriffe und über die Behandlung von Liebesschmerz.

## Etymologie
Der Familienname Bochtischu bedeutet laut dem Kitāb ʿUyūn al-anbāʾ fī ṭabaqāt al-aṭibbāʾ (كتاب عيون الأنباء في طبقات الأطباء) des arabischen Historikers Ibn Abī Usaibiʿa Diener Jesu in Syrisch. Das Wort Bucht ist jedoch in Wirklichkeit Mittel-Persisch und bedeutet gerettet. Demnach kann der Familienname mit gerettet durch Jesus übersetzt werden.